# Brésil aux Jeux olympiques d'été de 1924
Le Brésil participe aux Jeux olympiques d'été de 1924 à Paris. C'est sa deuxième participation aux Jeux olympiques avec une forte délégation en athlétisme.
La plupart des concurrents sont éliminés dès le premier tour ; seule la paire Castello  en aviron participe à une finale avec une quatrième place.

## Athlétisme
Hommes
| Athlète                    | Épreuve                  | Séries        | Séries | Quarts de finale | Quarts de finale | Demi-finales  | Demi-finales | Finale   | Finale  |
| Athlète                    | Épreuve                  | Résultat      | Rang   | Résultat         | Rang             | Résultat      | Rang         | Résultat | Rang    |
| -------------------------- | ------------------------ | ------------- | ------ | ---------------- | ---------------- | ------------- | ------------ | -------- | ------- |
| Alvaro de Oliveira Ribeiro | 100 m                    | non renseigné | 5      | Éliminé          | Éliminé          | Éliminé       | Éliminé      | Éliminé  | Éliminé |
| Alvaro de Oliveira Ribeiro | 200 m                    | non renseigné | 3      | Éliminé          | Éliminé          | Éliminé       | Éliminé      | Éliminé  | Éliminé |
| Narciso Costa              | 400 m                    | non renseigné | 5      | Éliminé          | Éliminé          | Éliminé       | Éliminé      | Éliminé  | Éliminé |
| Narciso Costa              | 800 m                    | non renseigné | 6      | NC               | NC               | Éliminé       | Éliminé      | Éliminé  | Éliminé |
| Alfredo Gomes              | 5000 m                   | NC            | NC     | NC               | NC               | non renseigné | 9            | Éliminé  | Éliminé |
| Alfredo Gomes              | Cross-country individuel | NC            | NC     | NC               | NC               | NC            | NC           | DNF      | -       |
| Alvaro de Oliveira Ribeiro | 110 m haies              | non renseigné | 5      | NC               | NC               | Éliminé       | Éliminé      | Éliminé  | Éliminé |

| Athlètes          | Épreuve           | Qualification | Qualification | Finale      | Finale  |
| Athlètes          | Épreuve           | Performance   | Rang          | Performance | Rang    |
| ----------------- | ----------------- | ------------- | ------------- | ----------- | ------- |
| José Galimberti   | Lancer du poids   | 11,30 m       | 9             | Éliminé     | Éliminé |
| José Galimberti   | Lancer du disque  | 36,52 m       | 7             | Éliminé     | Éliminé |
| Octávio Zani      | Lancer du poids   | pas de marque | 8             | Éliminé     | Éliminé |
| Octávio Zani      | Lancer du disque  | 35,72 m       | 10            | Éliminé     | Éliminé |
| Octávio Zani      | Lancer du marteau | 33,895 m      | 13            | Éliminé     | Éliminé |
| Willy Seewald     | Lancer du javelot | 49,39 m       | 9             | Éliminé     | Éliminé |
| Enrico de Freitas | Saut à la perche  | 3,40 m        | 5             | Éliminé     | Éliminé |

## Aviron
La paire Carlos Castello et Edmundo Castello sont alignés sur l'épreuve du deux de couple : avec seulement cinq bateaux, il se hissent en finale après être classé deuxième de leur demi-finale pour finir quatrième à plus de dix longueur des vainqueurs.

## Tir
José Macedo participe au concours de tir à la carabine à 50m en position couché et se classe 38e avec un score de 380.